# Kusacz Darwina
Kusacz Darwina (Nothura darwinii) – gatunek średniej wielkości ptaka z rodziny kusaczy (Tinamidae). Zamieszkuje Amerykę Południową od południowego Peru po południowo-środkową Argentynę. Powszechnie występuje na terenach trawiastych i dużych wysokościach w południowych Andach. Nie jest zagrożony.

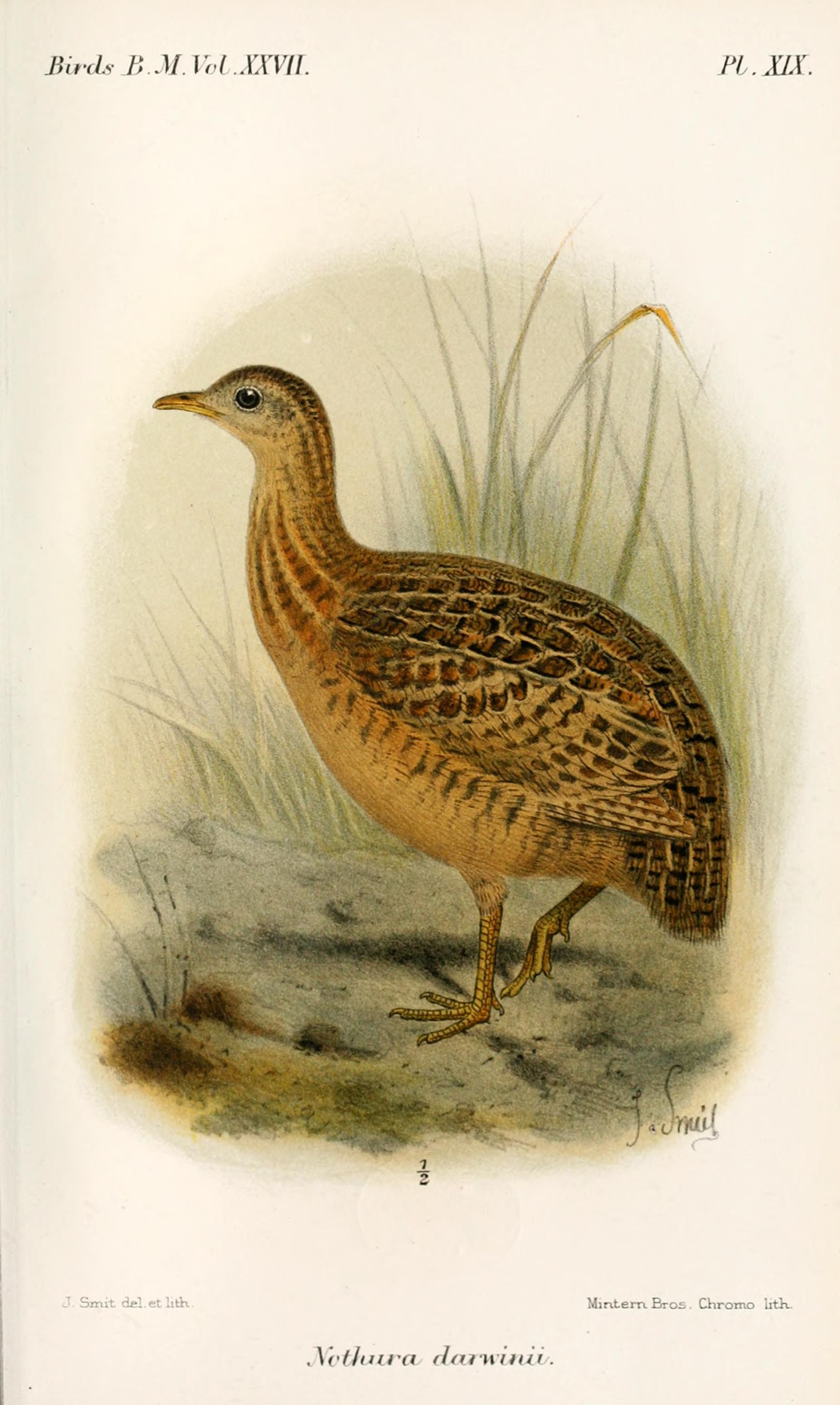
Ilustracja z Katalogu ptaków z Muzeum Brytyjskiego. Tom 27

## Podgatunki i zasięg występowania
Międzynarodowy Komitet Ornitologiczny (IOC) wyróżnia następujące podgatunki N. darwinii:
- N. d. peruviana Berlepsch & Stolzmann, 1906 – południowe Peru
- N. d. agassizii Bangs, 1910 – południowo-wschodnie Peru i zachodnia Boliwia
- N. d. boliviana Salvadori, 1895 – zachodnia Boliwia
- N. d. salvadorii Hartert, 1909 – zachodnia Argentyna
- N. d. darwinii G. R. Gray, 1867 – południowo-środkowa Argentyna

## Zachowanie
Podobnie jak inne kusacze, kusacz Darwina zjada owoce z ziemi lub nisko położonych krzewów. Jedzą także mniejsze bezkręgowce, pąki kwiatów, liście, nasiona i korzenie. Samiec inkubuje jaja, które mogą pochodzić od różnych samic, a następnie wychowuje pisklęta, aż będą gotowe do samodzielnego życia. Gniazdo znajduje się na ziemi w gęstych zaroślach lub między podniesionymi korzeniami.

## Status
Międzynarodowa Unia Ochrony Przyrody (IUCN) uznaje kusacza Darwina za gatunek najmniejszej troski (LC – least concern) nieprzerwanie od 1988 roku. Liczebność światowej populacji nie została oszacowana, ale ptak ten opisywany jest jako dość pospolity. Trend liczebności populacji uznawany jest za wzrostowy.